# Slangordbog
En slangordbog er en ordbog, der indeholder slangord og slangudtryk. De fleste slangordbøger er ensprogede.

## Danske slangordbøger
Den nyeste danske slangordbog er Slangordbogen (2022). Den er omtalt nedenfor. Her følger en kronologisk gennemgang af danske slangordbøger.
- V. Kristiansen: Bidrag til en Ordbog over Gadesproget og saakaldt Daglig Tale. H. Hagerups Forlag, 1866. 440 sider.

Denne ordbog er den første danske slangordbog. Den blev skrevet af orientalisten professor Viggo Fausbøll (1821-1908), men udgivet under pseudonymet V. Kristiansen. Hans formål med ordbogen var dobbelt: dels at registrere det lavere sprog og dagligsprog, dels at advare mod dette sprog, selvom han anså bekæmpelsen af det lavere sprog for næsten umulig. Enkelte ømtålelige ord som fjert og pis er for en sikkerheds skyld sat med græske bogstaver (φιερτ = fjert, πιςς = pis), så de kun kan læses af de lærde. Desuden har forfatteren helt udeladt skældsord og »alt hvad der hører ind under det liderliges område«.
- V. Kristiansen: Ordbog over Gadesproget og saakaldt Daglig Tale. Anden meget forøgede Udgave, H. Hagerups Forlag, 1908. 535 sider.

I ordbogens 2. udgave fra 1908 er de græske bogstaver ændret til latinske. Indholdet i ordbogen præciseres til »Sproget, saaledes som det i Reglen tales i Befolkningens lavere Lag«, og forfatteren ser mere positivt på »Talesproget som et Udtryk for Folkets mange Ejendommeligheder«.
I 1940’erne og 50’erne skrev ordbogsredaktør Kaj Bom nogle meget underholdende bøger om slang. I veloplagt stil beskrev han ordene emnevis, fx kroppen, mad, drikkeri, erhverv og militær. Man kan stadig læse Boms bøger med fornøjelse og udbytte, selv om mange ord og udtryk er blevet forældet. Bøgerne indeholder udførlige registre.
- Kaj Bom: Slang – argot – jargon : strejftog på det gemytlige sprogs område. Westermann, 1948. 176 sider. Behandler »nogle vigtige slang-grupper« som »danskeren fra top til tå«, »værtshusets ordbog«, »fra trafiklivet«, »vi bringer sporten« og »slang fra besættelsestiden«. Litteraturliste s. 145.

- Kaj Bom: Mere om slang : nye strejftog på det gemytlige sprogs område. Westermann, 1950. 214 sider. Behandler arbejdpladsens slang, landbo-slang, militærslang, børne-slang og »en svend med sin pigelil« (kærlighed, parforhold og sex). Litteraturliste s. 191-192

- Kaj Bom: Slangordbogen. Politikens Forlag, 1957. 397 sider. Inddelt i emner, fx mennesket, påklædning, mad og spisning, håndens arbejde, lovens fjender og venner, provins-slang. Stikordsregister (s. 374-397), hvor man slår op på normale ord og bliver henvist til slangord.

Mellem 1982 og 2001 udkom en moderne slangordbog i seks udgaver. Den seneste udgave kom i 2001:
- Søren Anker-Møller, Peter Stray Jørgensen og Trine Ravn: Politikens slangordbog. 6. udg., Politikens Forlag, 2001. Indeholder også en omvendt slangordbog. 536 sider. Litteraturliste s. 535-536. Ved de første udgaver var Hanne Jensen medforfatter.

Indeholder en indledning om slang. Desuden bokse med slangartikler, fx »slang spejler tiden«, »mobiltelefonen«, »den nyeste computerslang« og »slang fra 1800-tallet«. Ved opslagsord og -udtryk står der en datering, der viser, hvor gamle de er.
Den nyeste danske slangordbog er Slangordbogen:
- Torben Christiansen: Slangordbogen – dansk slang og dagligsprog, 2022. Software: LET Software ApS. App til smartphone og tablets.

Ordbogen indeholder ca. 12.000 opslagsord, 5.000 udtryk, 17.100 definitioner, 15.100 citater, 80.900 synonymer og 4.800 oplysninger om oprindelse (etymologi) plus andre informationstyper samt illustrationer. Hver eneste betydning er eksemplificeret med et autentisk citat fra bøger, aviser, blade, nettet osv.
Hovedvægten i ordbogen ligger på nutidig sprogbrug, men den indeholder også ældre ord og udtryk, der stadig er kendt. Ordbogen beskriver ikke kun unges sprog, men alle aldersklassers sprog.
En stor del af ordbogens ord og udtryk er forsynet med en emnemarkering, som man kan søge på: fra spiritus, sex og sport til tøj, transport og tv. Desuden er der tematiske lister over eder (bandeord), navne, narreærinder og skældsord.

## Slangordbøger på fremmedsprog

### Engelsk og amerikansk
- Tom Dalzell og Terry Victor (red.): The Concise New Partridge Dictionary of Slang and Unconventional English. New York: Routledge, 2008. 721 sider. Mere end 60.000 opslagsord fra hele den engelsktalende verden.

- Richard A. Spears: NTC's Dictionary of American Slang and Colloquial Expressions. Lincolnwood (Chicago), Illinois: National Textbook Company, 1989. 528 sider.

- Urbandictionary.com. Grundlagt 1999. En brugerskrevet ordbog med over 1 million opslagsord, bl.a. slangord.

- Wordspy.com. Ordbog med nye engelske ord, bl.a. slang. Emnesøgning er muligt. Grundlagt af Paul McFedries.

### Norsk
- Tone Tryti: Norsk slangordbok. Oslo: Kunnskapsforlaget, 2008. 423 sider. Indeholder autentiske citater.

### Svensk
- Bengt G. Dagrin: Stora fula ordboken : baktalade och försummade ord i full frihet. 4. udgave, Stockholm: Carlsson Bokförlag, 2008. 619 sider. Indeholder autentiske citater. Meget fyldige artikler.

- Haldo Gibson: Svensk slangordbok. 2. udgave, Stockholm: Esselte Studium, 1978. 243 sider. Indeholder også en omvendt slangordbog (s. 205-243).

- Ulla-Britt Kotsinas: Norstedts svenska slangordbok. Stockholm: Norstedts Ordbok, 1998. 368 sider. Indeholder også en tematisk ordnet omvendt slangordbog (s. 249-367).